# 모리 나오코
모리 나오코(일본어: 森尚子, 1971년 11월 29일 ~ )는 일본의 배우이다.

## 출연 작품
- 라이프 - 카즈미 역